# Eremomela
Eremomela és un gènere d'ocells de la família dels cisticòlids (Cisticolidae). Es distribueix per l'Africa subsahariana. Ocupen una varietat d'hàbitats, des de matolls àrids fins a boscos tropicals de terres baixes. Tenen un aspecte intermedi entre els crombecs i els apalis, i mesuren entre 8,5 i 12 cm de longitud. Els sexes són similars en mida i plomatge.

## Taxonomia
El gènere es va classificar anteriorment en la família més gran dels tallarols del Vell Món, els sílvids (Sylviidae), abans que aquest gènere es dividís en diverses famílies.
Va ser descrit pel zoòleg suec Carl Jakob Sundevall el 1850. L'espècie tipus és l'eremomela ventregroga (Eremomela icteropygialis).
Anteriorment, es considerava l'eremomela de Salvadori (Eremomela salvadorii) espècie de ple dret però ara es considera una subespècie de l'eremomela ventregroga a rel que les vocalitzacions i que les diferències de plomatge se superposen amb les d'E. i. polioxantha seguin els suggeriments de Dickinson i Christidis 2014; del Hoyo i Collar 2016; HBW/BirdLife.
La paraula Eremomela prové del grec antic «erēmos» que significa “desert” i «melos», “cançó” o “melodia”.
Segons la Classificació del Congrés Ornitològic Internacional (versió 15.1, 2025) aquest gènere conté 10 espècies:
- Eremomela icteropygialis - eremomela ventregroga.
- Eremomela flavicrissalis - eremomela grisa.
- Eremomela pusilla - eremomela del Senegal.
- Eremomela canescens - eremomela emmascarada.
- Eremomela scotops - eremomela pitdaurada.
- Eremomela gregalis - eremomela del Karoo.
- Eremomela usticollis - eremomela galta-rogenca.
- Eremomela badiceps - eremomela de capell.
- Eremomela turneri - eremomela de Turner.
- Eremomela atricollis - eremomela de collar.